# Englische Fußballnationalmannschaft (U-17-Juniorinnen)
Die englische U-17-Fußballnationalmannschaft der Frauen repräsentiert England im internationalen Frauenfußball. Die Nationalmannschaft untersteht der The Football Association und wurde bis 2022 von Lydia Bedford und zuletzt interimsweise von John Salomon trainiert. Der Spitzname der Mannschaft ist Young Lionesses.
Die Mannschaft tritt bei der U-17-Europameisterschaft und der U-17-Weltmeisterschaft für England an. Den bisher größten Erfolg feierte das Team mit dem Halbfinal-Einzug bei der Weltmeisterschaft 2008, wo es erst Nordkorea unterlag und später auch das Spiel um Platz drei gegen Deutschland verlor. Bei der Europameisterschaft erreichte die englische U-17-Auswahl mit dem dritten Platz 2016.

## Turnierbilanz

### Weltmeisterschaft
| Jahr   | Gastgeber               | Platzierung        |
| ------ | ----------------------- | ------------------ |
| 2008   | Neuseeland              | 4. Platz           |
| 2010   | Trinidad und Tobago     | nicht qualifiziert |
| 2012   | Aserbaidschan           | nicht qualifiziert |
| 2014   | Costa Rica              | nicht qualifiziert |
| 2016   | Jordanien               | Viertelfinale      |
| 2018   | Uruguay                 | nicht qualifiziert |
| 2021 1 | Indien 1                | – 1                |
| 2022   | Indien                  | nicht qualifiziert |
| 2024   | Dominikanische Republik | 4. Platz           |

### Europameisterschaft
| Jahr   | Gastgeber               | Platzierung        |
| ------ | ----------------------- | ------------------ |
| 2008   | Schweiz                 | Halbfinale         |
| 2009   | Schweiz                 | nicht qualifiziert |
| 2010   | Schweiz                 | nicht qualifiziert |
| 2011   | Schweiz                 | nicht qualifiziert |
| 2012   | Schweiz                 | nicht qualifiziert |
| 2013   | Schweiz                 | nicht qualifiziert |
| 2014   | England                 | Halbfinale         |
| 2015   | Island                  | Gruppenphase       |
| 2016   | Belarus                 | 3. Platz           |
| 2017   | Tschechien              | Gruppenphase       |
| 2018   | Litauen                 | Halbfinale         |
| 2019   | Bulgarien               | Gruppenphase       |
| 2020 2 | Schweden 2              | – 2                |
| 2021 2 | Färöer 2                | – 2                |
| 2022   | Bosnien und Herzegowina | nicht qualifiziert |
| 2023   | Estland                 | Halbfinale         |
| 2024   | Schweden                | Vize-Europameister |